# Eremogone rigida
Eremogone rigida är en nejlikväxtart som först beskrevs av Friedrich August Marschall von Bieberstein, och fick sitt nu gällande namn av Edward Fenzl. Eremogone rigida ingår i släktet Eremogone och familjen nejlikväxter. Inga underarter finns listade i Catalogue of Life.